# Lucien Marchal (écrivain)
Œuvres principales
- Le Mage du sertao (roman, 1952)

Lucien Marchal (Bois-de-Villers, 1893 — Dilbeek, 1960) était un écrivain, historien, journaliste et essayiste belge d’expression française. Son œuvre littéraire, qui comprend des récits de voyage, des intrigues policières et des romans historiques, dont le décor et la thématique sont souvent empruntés à l’Amérique latine, est généralement reconnue par la critique comme étant d’une fort bonne facture, mais reste très traditionnelle et totalement réfractaire aux tendances modernes de la narration. Si l’un de ses romans, le Mage du sertão, qui évoque la guerre de Canudos, eut un certain succès populaire et d’estime, son œuvre semble aujourd’hui largement tombée dans l’oubli.

## Biographie
Né le 5 avril 1893 à Bois-de-Villers, village appartenant actuellement à la commune de Profondeville, dans la province wallonne de Namur, Lucien Marchal entreprit des études à l’université de Liège et obtint une licence d’histoire. Conscrit de l’armée belge pendant la Première Guerre mondiale, il participa à la bataille de Dixmude, sur le front de l'Yser, en Flandre-Occidentale, et en fut décoré.
Il manifesta bientôt un esprit aventureux et combattif et s’engagea dans des associations culturelles wallonnes.
En 1922, pour des motifs inconnus, mais sans doute par désir de faire fortune, il prit le large pour l’Amérique du Sud, acceptant d’abord quelques emplois de bureau en Argentine, avant de se fixer au Brésil, où il prit la tête d’une exploitation de café et de coton. Après avoir séjourné ainsi durant une dizaine d’années au Brésil, il s’en retourna en Belgique, où il s’engagea dans l'activité littéraire et le journalisme, parfois sous le pseudonyme de Vindex. 
Il décéda le 26 août 1960 à Dilbeek, non loin de Bruxelles, des suites d’un cancer.

## Œuvre
Lucien Marchal est l’auteur de romans et de récits, appartenant au genre policier, historique ou d’aventures, et d’ampleur très diverse, certains ne dépassant guère la taille d’un petit fascicule. On lui doit également quelques essais, des ouvrages théoriques et des traités d’histoire. 
Dans les années trente, ses publications se limitaient pour l’essentiel à des textes courts, hormis Ceux du sud (1934), étude d’ensemble sur l’Amérique latine, glorifiant la latinité en général et le métissage brésilien en particulier. Après 1940 cependant, il s’orienta plus franchement vers la fiction romanesque, faisant paraître plusieurs livres, dont le continent sud-américain lui fournissait décor et thèmes. Si ces œuvres se situent à des époques diverses et font référence à différents pays, dont le Venezuela, le Pérou ou l’Argentine, c’est toutefois le Brésil qui incontestablement constituait sa principale source d’inspiration. Après deux brefs romans policiers dont l’action se déroule dans ce pays, le Crime de Beïra Mar et la Capanga, il donne deux textes plus ambitieux retraçant l’aventure de pionniers français au Brésil, Sang chaud et Au-delà du rail, et outre le Mage du sertao, qui prend pour sujet et toile de fond la guerre de Canudos et qui retiendra notre attention plus longuement ci-après, publiera encore les Bandeirantes, ouvrage pour les enfants, consacré aux pionniers brésiliens qui entreprirent autrefois d’explorer l’intérieur du pays, puis la Chute du grand Chimu, qui se passe dans le Pérou du XIVe siècle et où l’auteur retrace, en faisant montre d’une grande culture historique, la lutte entre le peuple chimú et les Incas, et enfin la  33e révolution, roman situé dans le Venezuela du XIXe siècle, où s’affrontent différents groupes ethniques pour la prise du pouvoir. À chaque fois, l’on retrouve dans ces romans et récits les mêmes ingrédients de base : lutte entre groupes ethniques ou idéologiques, dont la description des péripéties tient une grande place ; connaissance approfondie du pays et des peuples traités ; et souci de la couleur locale, à travers quelques personnages concrets et l’évocation des paysages, exercice dans lequel excellait Lucien Marchal.
Son expérience de patron de plantation cotonnière au Brésil lui fournira la matière d’un ouvrage de synthèse sur le coton dans le monde, intitulé l’Or blanc. L’épopée du coton. 
Par ailleurs, il rédigea, en sa qualité d’historien, une Histoire de Wallonie (1952), dans laquelle il défendait la thèse (fort contestable) que « la révolution (belge) de 1830 n’a pas été un soulèvement national, une révolte des Belges contre les Hollandais. Elle a été essentiellement un mouvement de révolte de démocrates wallons et bruxellois contre le régime de monarchie semi-absolue des Pays-Bas. Les Flamands n’y ont participé que platoniquement ; beaucoup d’entre eux en étaient adversaires. » Pour Marchal, le résultat de la révolution de 1830 eût dû être le rattachement de la Wallonie à la France (et donc également le maintien des provinces flamandes, c’est-à-dire néerlandophones, dans le royaume des Pays-Bas).

### Le Mage du sertão
Publié en 1952, le Mage du sertão est parmi la production romanesque de Lucien Marchal le titre qui connut le plus grand succès, et le premier aussi à être publié en France, aux éditions Plon. La même année, le livre fut couronné du prix des Lecteurs, puis traduit en allemand, anglais, espagnol (mais pas en portugais), et sera réédité au format de poche, chez Marabout, en 1959. Le succès populaire se doubla semble-t-il d’un réel succès critique, comme l'atteste un article élogieux dans Les Nouvelles littéraires, sous la plume de René Lalou, qui va jusqu’à comparer Lucien Marchal à Stendhal. Au Brésil en revanche, la critique se montre défavorable, voire hostile : alors que Lucien Marchal n’avait nullement dissimulé qu’il s’était inspiré du grand classique brésilien Os Sertões, une partie de la critique brésilienne lui reprocha d’avoir sinon plagié l’œuvre de Da Cunha, du moins pratiqué un « démarquage romanesque » de mauvaise tenue, à partir d’une lecture erronée du texte-source euclidien. Le Journal français du Brésil en particulier, lequel parut à Rio de Janeiro durant toute la décennie 1950, s’acharna contre l’auteur dans ses éditions de mai et juin 1953, lui reconnaissant certes du talent, une habileté, une fantaisie indéniables, mais le taxant de « démarqueur astucieux », et l’accusant de surcroît d’opportunisme, au motif que son roman paraissait l’année même du cinquantenaire d’Os Sertões ; on lui fit grief en outre de méconnaître le Brésil, comme en témoigneraient quelques maladresses langagières telles que sierra et adios, au lieu de serra et adeus respectivement. La revue ensuite se délecta à publier la traduction d’un article du Diário de Notícias où Marchal se faisait dûment éreinter. Cependant, l’usage correct que Marchal fait par ailleurs de quantité de mots désignant des réalités brésiliennes spécifiques, ainsi que les nombreuses remarques justes et pertinentes sur les mœurs du sertão, signalent que l’écrivain non seulement aimait le Brésil, mais également le connaissait bien. D’autre part, il ne s’agit jamais, dans les rapports du roman avec l’ouvrage de Da Cunha, d’imitation servile, mais d’un réagencement et d’une expansion du matériau narratif initial fourni par Os Sertões.
Bien construit et rédigé, le livre est, comme souvent chez Lucien Marchal, un roman à la fois réaliste, d’aventures, et historique, auquel l’environnement brésilien confère un cachet exotique. Mais surtout, il s’agit aussi d’un roman tout à fait traditionnel, académique même, Lucien Marchal n’ayant cure en effet de toutes les innovations en matière de structure narrative surgies au XXe siècle ; pas davantage, on ne trouve trace chez Marchal de ce réalisme magique ou de ce merveilleux qui fut à la même époque la marque de fabrique de beaucoup de romanciers latino-américains ; le Mage du sertão raconte une histoire à la manière d’un écrivain réaliste du XIXe siècle, avec des personnages et une intrigue vraisemblables, une chronologie linéaire, un narrateur omniscient, et de petits faits vrais destinés à renforcer l’effet de réel, sans du reste lésiner sur les détails cruels. 
Il suffirait, pour dissiper ce soupçon de démarquage, d’analyser plus avant en quoi — outre le dessein général — le roman de Marchal s’écarte de l’œuvre de Da Cunha. Si, à l’instar de Da Cunha, Lucien Marchal développe un récit chronologique, en évoquant l’un après l’autre les principaux faits militaires de la guerre de Canudos, le roman de Marchal ne présente pas la caractéristique tripartition qui fait l’originalité du texte de Da Cunha, texte qui, sacrifiant à l’impératif tainien, comprend donc d’abord une longue ouverture géographique et historique, puis anthropologique, et relate seulement après les péripéties de la guerre. Lucien Marchal, chez qui cette corrélation principielle entre l’homme et son milieu est absente, se concentre d’emblée sur les personnages et leur histoire personnelle, narrant, de façon très balzacienne, les antécédents familiaux du prédicateur laïc et chef spirituel de Canudos Antônio Conselheiro, brodés à partir des quelques pages consacrées à ce sujet par Da Cunha (en particulier la rivalité des deux familles, les Maciel et les Araújo, dans son Ceará natal). De la même façon, les figures de combattant, — qui chez Da Cunha n’ont qu’une apparition éphémère ou ne sont que simplement mentionnés, et qui, n’étant vus que comme le pur produit involontaire de leur hérédité, du milieu et d’autres déterminations venues du dehors, se fondent généralement dans un ensemble qui les dépasse —, ces figures prennent au contraire chez Marchal toujours une franche dimension individuelle ; ce dernier, plus traditionaliste en effet et ayant une conception plus individualiste de l’homme, a besoin de mettre en scène des personnages marquants, typés, qui favorisent l’identification, ou au destin desquels le lecteur doit pouvoir s’attacher. Un exemple en est la figure de Pajeu, auquel est consacré, dans le Mage du sertão, tout un chapitre qui porte son nom, où son histoire personnelle et sa psychologie sont longuement exposés, Pajeu apparaissant du reste comme le véritable chef de guerre de Canudos. La psychologie d’Antônio Conselheiro est également minutieusement analysée (échec de son mariage, impuissance sexuelle, incarcération imméritée), mais non dans l’optique déterministe retenue par Euclides da Cunha ; chaque individu dans les romans de Marchal reste un tout homogène et autonome. Sur le plan du rythme, là où Da Cunha esquive toute tension dramatique — il s’adressait en effet à un public pour qui l’histoire de Canudos était familière et son issue connue —, Lucien Marchal au contraire, qui visait un lectorat totalement différent, joue volontiers du suspens et de la dramatisation de l’histoire (et de l’Histoire), requérant du lecteur sa participation émotionnelle. À signaler enfin que les incessants parallélismes avec des périodes tragiques de l’histoire universelle, lesquels parsèment l’ouvrage de Da Cunha et donnent à son récit une dimension proprement épique, font totalement défaut chez Lucien Marchal.

## Sources
- Régis Tettamanzi, Canudos en français dans le texte : le Mage du sertão de Lucien Marchal, dans : le Brésil face à son passé : la Guerre de Canudos, actes du séminaire autour d’Os Sertões tenu en novembre 2002 à l’Institut universitaire de Paris et organisé par Denis Rolland et Idelette Muzart-Fonseca dos Santos, L’Harmattan, 2005  (ISBN 2-7475-8077-6).
- Robert Frickx et Raymond Trousson, Lettres françaises de Belgique. Dictionnaire des Œuvres. Tome 1, le Roman, éd. Duculot, Paris-Gembloux, 1988, p. 300-301  (ISBN 2-8011-0782-4).